# Неемсалу, Ян Гансович
Ян Гансович Неемсалу (эст. Jaan Neemsalu; 5 октября 1905—1972) — эстонский и советский политический деятель, депутат Верховного совета СССР 1-го созыва.

## Биография
Родился в семье, где было 9 братьев и сестёр. До 1930-х годов члены семьи, в том числе Ян, носили немецкоязычную фамилию Нойхофф (эст. Neuhoff), а в годы националистической диктатуры Пятса сменили её на эстоноязычную — Неэмсалу.
После установления в Эстонии советской власти занимал государственные должности в городе Кирбла (уезд Ляэнемаа). 12 января 1941 года в результате довыборов избран депутатом Верховного совета СССР 1-го созыва от Ляянеского избирательного округа. В прессе времён немецко-фашистской оккупации обвинялся в причастности к репрессиям в 1940—1941 годах.
О дальнейшей деятельности сведений нет. Умер в 1972 году.

## Семья
Супруга Марта Неэмсалу (Пуксон, 1910—1984), четверо детей.